# Sidi Abdel Rahman
Sidi Abdel Rahman ( em árabe: سيدي عبدالرحمن) é uma pequena povoação do Egito no governo de Matrú.
Sidi Abdel Rahman é famoso por sua praia, situado a 132 km a oeste de Alexandria e a uns 30 km a oeste de El Alamein. Este lugar de praia e deserto se encontra a uns 190 quilômetros ao leste de Marsá Matrú e é lugar de parada nas viagens de Alexandria ao oásis de Siwa e Marsá Matrú. O golfo de Sidi Abdel Rahman no Mediterrâneo está sendo promovido como zona turística e é realizado na zona de grandes inversões.
Em El Alamein, próximo a este lugar, se desenrolou a famosa Primeira Batalha de El Alamein, durante a Segunda Guerra Mundial. Os mausoléus e cemitérios dos soldados das forças aliadas, alemãs e italianas, estavam muito perto de Sidi Abdel Rahman e de El Alamein. Conta com pelo menos noventa e nove soldados. Os restos não marcados, de milhas de outros soldados alemães, estão neste cemitério, também.
Em 30 de setembro de 1942, o lugar foi o local da morte do alemão, Hans-Joachim Marseille, que destruiu um total incomparável de 158 aviões, contra os aliados.